# Maciej Gutowski (prawnik)
Maciej Jacek Gutowski (ur. 16 sierpnia 1972) – polski prawnik, adwokat, profesor nauk prawnych, specjalista w zakresie prawa cywilnego, profesor zwyczajny Uniwersytetu im. Adama Mickiewicza w Poznaniu.

## Życiorys
Studia prawnicze ukończył w 1996 na Wydziale Prawa i Administracji UAM. Rok później zdobył tytuł LLM w zakresie prawa handlowego na Central European University w Budapeszcie. Doktoryzował się w 2001 na podstawie pracy pt. Stosunek prawny opcji. W tym samym roku zdał egzamin adwokacki. Habilitację uzyskał w 2007 na podstawie dorobku naukowego i rozprawy pt. Nieważność czynności prawnej. Tytuł naukowy profesora nauk prawnych otrzymał w 2015.
Jest pracownikiem Katedry Prawa Cywilnego, Handlowego i Ubezpieczeniowego Wydziału Prawa i Administracji UAM. W latach 2013 - 2021 był dziekanem Okręgowej Rady Adwokackiej w Poznaniu. W latach 2015–2018 przewodniczący kolegium redakcyjnego „Palestry", a od 16 października 2018 do kwietnia 2021 r. redaktorem naczelnym. Prowadzi własną kancelarię adwokacką w Poznaniu.
W 2016 wyróżniony przez „Dziennik Gazetę Prawną" Złotym Paragrafem 2015 dla najlepszego adwokata.
W 2017 został członkiem rady programowej Archiwum im. Wiktora Osiatyńskiego. Od 2017 jest także członkiem Społecznej Komisji Kodyfikacyjnej. Od 2024 członek rady nadzorczej Alior Banku.

## Wybrane publikacje
- Umowa opcji, wyd. 2003, ISBN 83-7333-232-4
- Umowa o zastępstwo procesowe, wyd. 2009, ISBN 978-83-255-0667-4
- Wzruszalność czynności prawnej, wyd. 2010, ISBN 978-83-255-1638-3
- Nieważność czynności prawnej, (habilitacja) wyd. 2012, ISBN 978-83-255-4009-8
- Bezskuteczność czynności prawnej, wyd. 2013, ISBN 978-83-255-4810-0
- ponadto artykuły publikowane w czasopismach prawniczych, m.in. w "Ruchu Prawniczym, Ekonomicznym i Socjologicznym", "Palestrze" oraz "Państwie i Prawie"[4]